# 王世瑜
王世瑜（1939年—），筆名「阿樂」，香港報壇作家，曾出任《明報》及《明報晚報》總編輯。

## 生平
1961年，王世瑜加入《明報》，出任《明報》及《明報晚報》總編輯，至今於各大報章撰寫專欄五十多年。
1972年，王世瑜創辦《今夜報》，這是一份以色情小說、馬經為主的報紙。1976年9月10日，今夜報以「哈哈哈哈哈哈哈哈哈！一代魔王拉柴」爲題報導毛澤東之死，並有「毛澤東主席千古 遺臭萬年 今夜報仝人笑輓」的啟示。
1983年，王世瑜將《今夜報》出售。重回到《明報》擔任總編輯。
王世瑜52歲時退休，1991年移民加拿大温哥華，於2002年考取首屆加拿大卑詩省註冊中醫及針灸牌照，在列治文商業區自租診所，成立非盈利的「樂健會」，為病人義診。 

## 出版作品
- 《今夜報》
- 《阿樂珍藏秘方》
- 《阿樂臨床處方》
- 《阿樂臨床處方二》

## 外部連結
- 香港人出版作家檔案——阿樂（页面存档备份，存于）